# Тиррены
Тиррены (аттич. др.-греч. Τυρρηνοί) или тирсены (ионич. греч. Τυρσηνοί, дорич. греч. Τυρσᾱνοί) — термин, которым древнегреческие авторы обозначали некие негреческие племена, обитавшие вокруг Греции (в частности, Геродот называл жителей острова Лемнос то пеласгами, то тирренами).
В другом источнике указано что в новейшее время Тирас (תירם; в Септ. Θείρας) отождествляют с тирсенами (τυρσηνοί), и это — морской разбойничий народ, причисляемый Геродотом к пеласгам и часто соединяемый с Италийскими Тирренами (Τιρρηνοί).
В древнейшее время пелазги и тиррены были обитателями Лациума. Согласно распространённому мнению, тиррены были тесно связаны с этрусками, которые представляли собой влиятельную культурную и военно-политическую силу в Этрурии, а также на западе Аппенинского полуострова, в Сардинии и на Сицилии. Начиная с VI—V веков до н. э. данный термин однозначно ассоциируется с этрусками или этрурцами (туски, тиррены), что подтверждается двуязычными надписями.
Тиррен — персонаж-эпоним древнегреческой мифологии, а его братом или сыном был этрусский герой Тархон (Tarchon (Tarco)).
По мнению И. М. Дьяконова, тирсенам соответствует народ TRS (турша) из числа «народов моря».
В честь тирренов названо Тирренское море и столица Албании Тирана.